# Montrond-les-Bains
Montrond-les-Bains ist eine französische Gemeinde mit 5.655 Einwohnern (Stand: 1. Januar 2022) im Département Loire  in der Region Auvergne-Rhône-Alpes. Montrond-les-Bains gehört zum Arrondissement Montbrison und zum Kanton Andrézieux-Bouthéon. Die Einwohner werden Montrondais(es) genannt.

## Geografie
Montrond-les-Bains liegt etwa 22 Kilometer nordöstlich von Saint-Étienne in der historischen Landschaft Forez. Hier mündet zunächst der Fluss Anzieux in die Coise, die dann 150 Meter weiter die Loire erreicht. Umgeben wird Montrond-les-Bains von den Nachbargemeinden Marclopt im Norden, Saint-Cyr-les-Vignes im Nordosten, Bellegarde-en-Forez im Osten, Cuzieu im Süden, Unias im Südwesten, Boisset-lès-Montrond im Westen und Chalain-le-Comtal im Nordwesten.
Durch die Gemeinde führten die früheren Route nationale 82 und 496.
Die Gemeinde hatte seit 1832 einen Bahnhof an der Bahnstrecke Roanne–Andrézieux, die dritte Bahnstrecke Frankreichs. Diese Strecke wurde später in die Bahnstrecke Moret-Veneux-les-Sablons–Lyon-Perrache integriert. Im Jahr 1839 wurde die Straßenbahn Montbrison–Montrond als normalspurige pferdebetriebene Straßenbahn in Betrieb genommen. Wegen rückläufiger Transportleistung wurde die Strecke bereits 1848 wieder geschlossen. Im Jahr 1876 wurde die Bahnstrecke Lyon-Saint-Paul–Montbrison in Betrieb genommen, der Abschnitt Sainte-Foy-l’Argentière–Montbrison wurde Mitte des 20. Jahrhunderts stillgelegt. Heute wird der Bahnhof von Zügen des TER Auvergne-Rhône-Alpes der Verbindung Roanne–Saint-Étienne-Châteaucreux bedient.

## Geschichte
Der Name des Ortes kommt von der Burganlage (castrum montes rondunti) aus dem 11. Jahrhundert, die bis in das 18. Jahrhundert hinein von den Grafen von Forez genutzt wurde. Ab dem 16. Jahrhundert wurde die Befestigungsanlage umgebaut.
1839 wurde mit der (pferdegezogenen) Straßenbahn Montbrison–Montrond hier die zweite Straßenbahn der Welt eröffnet (stillgelegt bereits 1848).

### Bevölkerungsentwicklung
| Jahr                       | 1962  | 1968  | 1975  | 1982  | 1990  | 1999  | 2006  | 2017  | 2021  |
| -------------------------- | ----- | ----- | ----- | ----- | ----- | ----- | ----- | ----- | ----- |
| Einwohner                  | 1.927 | 2.436 | 2.714 | 3.137 | 3.627 | 4.031 | 4.608 | 5.302 | 5.500 |
| Quellen: Cassini und INSEE |       |       |       |       |       |       |       |       |       |

## Sehenswürdigkeiten
- Burg Montrond aus dem 11. Jahrhundert, seit 1934 Monument historique,
- Kirche Saint-Roch mit Glasmalereien
- Kirche Saint-Pierre
- Casino

|  |  |

## Wirtschaft
Gelegen auf dem Plateau eines erloschenen Vulkans nutzt der Ort die Thermalquellen als Heilbad.